# CIELUV-Farbraumsystem

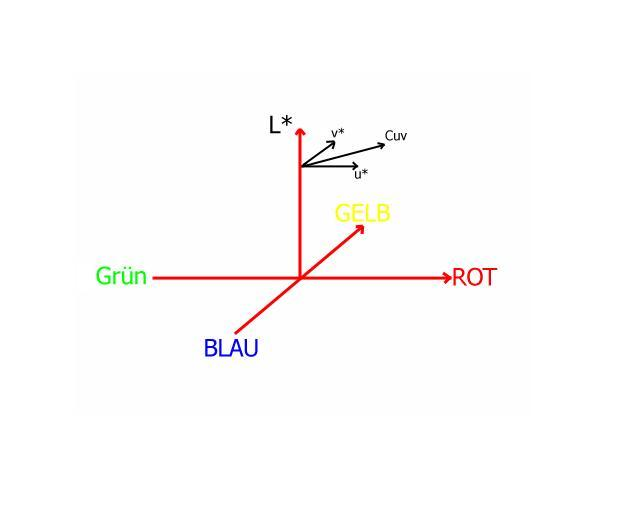
L*u*v*-Farbraum

Das 1976 entwickelte CIE-LUV-Farbraumsystem, auch L*u*v*-Farbraum, wird ähnlich wie das CIE Lab-Farbraumsystem aus dem CIE(XYZ)-System errechnet, um Unterschiede zwischen beliebigen Farben besser beurteilen zu können. Daher wird es bevorzugt für die Messung von Lichtfarben eingesetzt, z. B. für die Bewertung von Lichtquellen, Monitoren und Projektoren.
Die Vergleichbarkeit von Farben im CIE-LUV-Farbraum erfordert eine möglichst gleichabständige Darstellung des Farbraums, d. h. Farbtöne mit dem gleichen geometrischen Abstand sollten annähernd den gleichen empfindungsgemäßen Abstand haben.

## Beschreibung
Die gleichabständige Darstellung lässt sich gewinnen aus der Kombination der empfindungsgemäßen Farbtafel CIE-UCS (Uniform Color Scale) mit der gleichabständigen Helligkeitsskala.

### Farbartebene

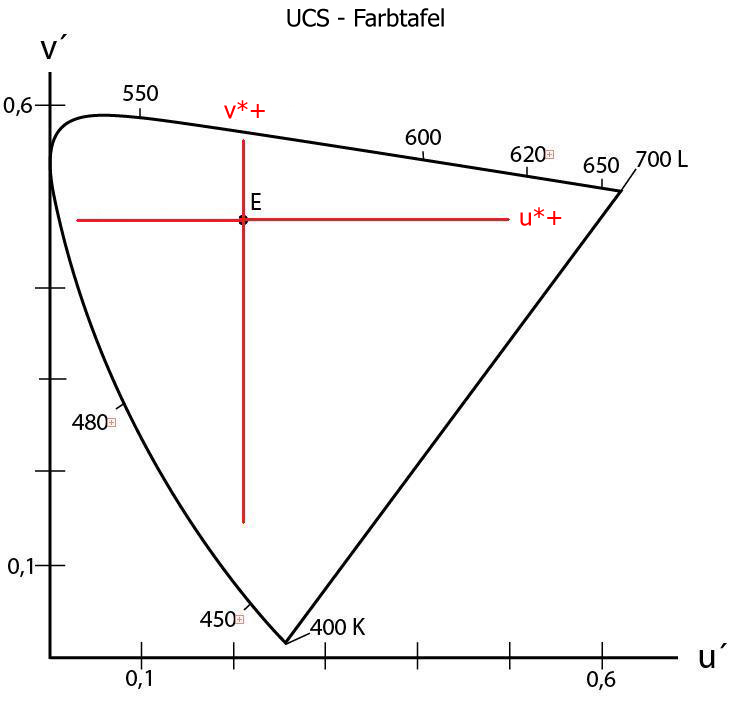
u*v*-Farbartebene des CIE-UCS mit Unbuntpunkt E

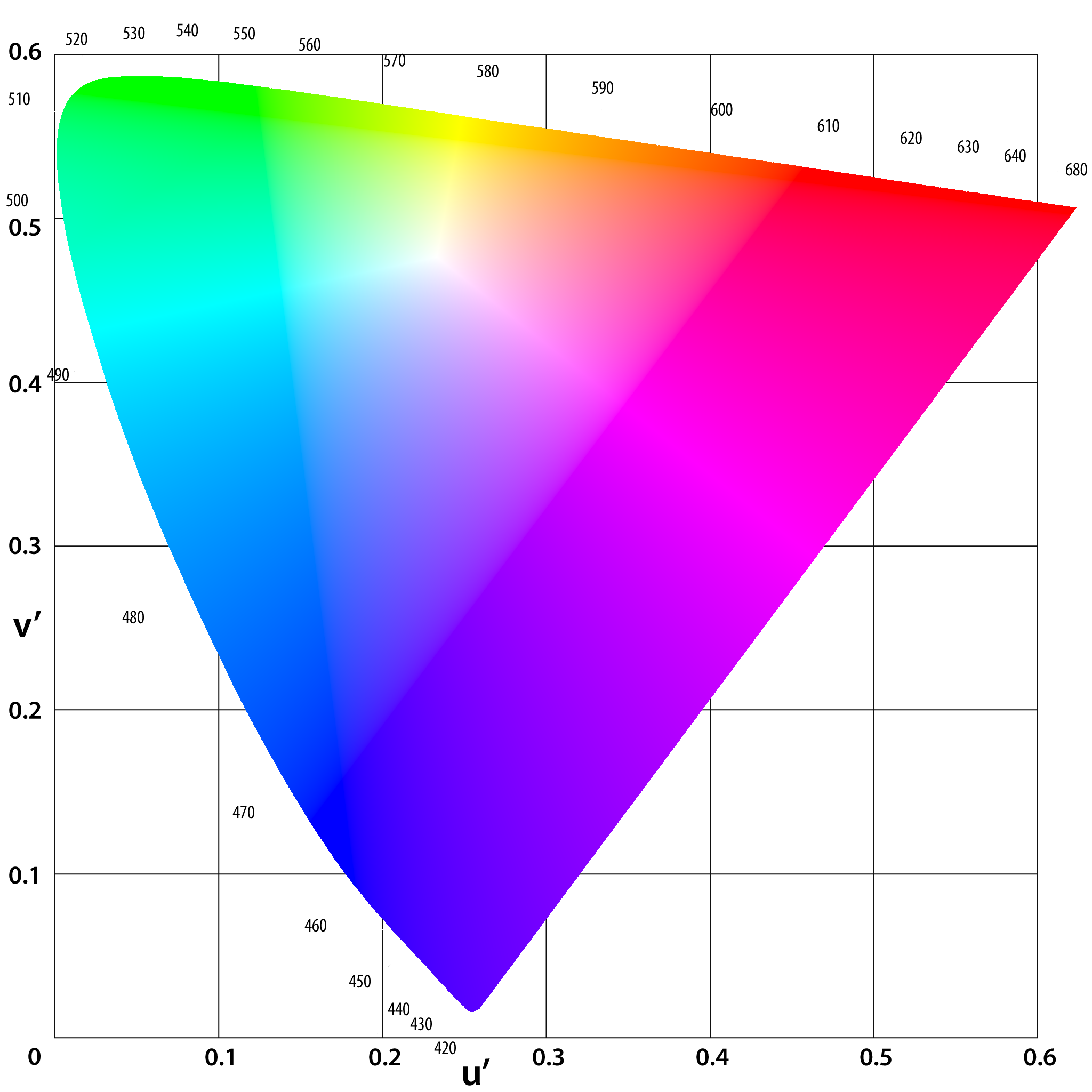
Farbdiagramm nach CIE 1976 UCS

Die Achsen der Farbartebene des L*u*v*-Farbraums schneiden sich im Unbuntpunkt der UCS-Farbtafel. Die u*-Achse liegt dabei in Richtung Rot-Grün, positive Werte von u* weisen zu Rot und negative zu Grün; entsprechend liegt die v*-Achse in Richtung Blau-Gelb, positive Werte von v* weisen zu Gelb und negative zu Blau:
{\displaystyle u^{*}=13\;L^{*}(u'-u_{n}')}
{\displaystyle v^{*}=13\;L^{*}(v'-v_{n}')}
mit
- dem Wert L* auf der Helligkeitsachse (s. u.).
- den (errechneten) Koordinaten un' und vn' für das Referenzweiß, die normierte Farbart am Weißpunkt:

{\displaystyle u'_{n}={\frac {4X_{n}}{X_{n}+15Y_{n}+3Z_{n}}}}
{\displaystyle v'_{n}={\frac {9Y_{n}}{X_{n}+15Y_{n}+3\,Z_{n}}}}
- den Tristimulus-Farbwerten X,Y,Z

- den normierten Werten u' und v'; diese lassen sich aus den CIE-Farbwerten X, Y, Z so transformieren, dass die Zahlenwerte besser der Farbempfindung entsprechen:

{\displaystyle u'={\frac {4X}{X+15Y+3Z}}={\frac {4x_{n}}{-2x_{n}+12y_{n}+3}}={\frac {4x}{-2x+12y+3}}}
{\displaystyle v'={\frac {9Y}{X+15Y+3Z}}={\frac {9y_{n}}{-2x_{n}+12y_{n}+3}}={\frac {9y}{-2x+12y+3}}}
- den Koordinaten x, y aus der ebenen Farbtafel.

Eine Darstellung in einem rechtwinkligen Koordinatensystem ist möglich, da u* und v* Null werden, wenn u' und v' Null sind. 
In der zweidimensionalen Darstellung gehen notwendigerweise Informationen verloren.

### Helligkeitsachse
Die Helligkeitsachse steht im Weißpunkt senkrecht auf der Farbartebene und bildet somit die Unbuntachse.
Die CIE hat eine Helligkeitsskala definiert, die auf dem Munsell-System basiert. Die Munsell-Helligkeit ist als Helligkeitsmaßstab anerkannt. Jedoch sind weitere Entwicklungen erfolgt, um noch vorhandene Ungleichheiten abzuschwächen.
L* ist die psychometrische Helligkeitsfunktion, die durch die gleichabständige Helligkeitsskala beschrieben ist. 
Die Adaption des menschlichen Auges auf Helligkeitsunterschiede verläuft weitestgehend logarithmisch: die gleiche Leuchtdichtedifferenz ΔY erscheint bei geringerer Leuchtdichte als großer Helligkeitsunterschied, bei hoher Leuchtdichte als kleiner Helligkeitsunterschied.
{\displaystyle L^{*}={\begin{cases}116\left({\frac {Y}{Y_{n}}}\right)^{\frac {1}{3}}-16&{\text{für}}~{\frac {Y}{Y_{n}}}>\left({\frac {24}{116}}\right)^{3}\\{\frac {24389}{27}}{\frac {Y}{Y_{n}}}&{\text{für}}~{\frac {Y}{Y_{n}}}\leq \left({\frac {24}{116}}\right)^{3}\end{cases}}}
Der Wertebereich der Helligkeit liegt im Intervall {\displaystyle L^{*}} = 0 für Schwarz bis {\displaystyle L^{*}} = 100 für Weiß.
Außerdem können folgende, der Beschreibung menschlicher Wahrnehmung näher liegende, polare Parameter abgeleitet werden, dabei werden in der Fachliteratur die Begriffe Buntheit und Sättigung teilweise anders eingesetzt.

### Buntheit
Die Buntheit (chroma) {\displaystyle C_{uv}^{*}={\sqrt {(u^{*2}+v^{*2})}}}
gibt den Abstand der Farbe zum Unbuntpunkt an. Bei konstanter Buntheit bewegt sich der Farbort auf einer Geraden parallel zur Unbuntgeraden L*, dabei ändert sich die Farbart.

### Sättigung
Die Sättigung {\displaystyle s_{uv}={\frac {C_{uv}^{*}}{L^{*}}}} stellt die Entfernung des jeweiligen Farborts vom Unbuntpunkt in der Farbtafel dar. Bei konstanter Sättigung ergibt sich eine Gerade durch den Nullpunkt.

### Farbtonwinkel
Die Farbtonwinkel (hue) {\displaystyle h_{uv}=\arctan \left({\frac {v^{*}}{u^{*}}}\right)} werden als Winkel in den vier Quadranten interpretiert.

### Farbtondifferenz
Die Farbtondifferenz {\displaystyle \Delta H_{uv}^{*}={\sqrt {(\Delta E_{uv}^{*})^{2}-(\Delta L_{uv}^{*})^{2}-(\Delta C_{uv}^{*})^{2}}}} ist
- positiv, wenn der Farbtonwinkel huv ansteigt,
- negativ, wenn der Farbtonwinkel huv abnimmt.

## Bewertung
Der Farbabstand: {\displaystyle \Delta E_{u,v}^{*}={\sqrt {(\Delta L^{*})^{2}+(\Delta u^{*})^{2}+(\Delta v^{*})^{2}}}} gibt an, wie stark sich zwei Farben empfindungsgemäß voneinander unterscheiden.
Dabei bezeichnet {\displaystyle \Delta E_{u,v}^{*}=1} üblicherweise eine gerade noch wahrnehmbare Differenz (en: just noticable difference, abgekürzt JND).
Zu beachten ist, dass das CIE-LUV-System nur annähernd gleichabständig ist. Dies zeigt der Vergleich mit dem Munsell-Farbsystem. Das CIE-LUV-System stellt Farbkoordinaten und keine Farbart dar, da die additive Mischung zweier Farben nicht auf einer Geraden liegt. Zur Darstellung additiver Mischungen wurde eine dem CIE-LUV-Farbraum zugeordnete Farbtafel entwickelt (u'v'-Diagramm), ähnlich der Normfarbtafel (xy-Diagramm). Diese Farbtafel stellt Farbabstände wahrnehmungsgetreuer als das xy-Diagramm dar. Bei Angaben der Größen des CIE-LUV-Farbraums ist immer der Zusatz „CIE-LUV 1976“ erforderlich, um eindeutig zu kennzeichnen, um welche Größen es sich handelt. 
Gleichabständigere Systeme sind beispielsweise die Farbräume DIN99, CIELAB und CMC(l:c).